# José Sanchis Sinisterra
José Sanchis Sinisterra (Valencia, 28 de junio de 1940) es un dramaturgo y director teatral español. Es uno de los autores más premiados y representados del teatro español contemporáneo y un gran renovador de escena española, siendo también conocido por su labor docente y pedagógica en el campo teatral. Vinculado al estudio y a la enseñanza de la literatura, ha reivindicado siempre la doble naturaleza –literaria y escénica– del texto dramático. Además de sus obras, en su faceta de investigador y divulgador, Sanchis Sinisterra ha escrito numerosos artículos sobre teatro y participado en diversos coloquios y congresos dedicados al arte dramático.

## Biografía
Desde los tres a los diecisiete años estudió en el Liceo Francés de Valencia, donde tomó contacto con el teatro y dirigió en sus últimos años sus primeras obras. En 1957 comenzó a a estudiar Filosofía y Letras en la Universidad de Valencia y ese mismo año fue nombrado director de la sección del Teatro Español Universitario (TEU) en su facultad. Al año siguiente fue director del TEU en el Distrito Universitario de Valencia. En 1959 comenzó a colaborar en la revista Claustro y, tras romper con el TEU, creó el Grupo de Estudios Dramáticos.
En 1960 fundó el Aula de Teatro de la Facultad de Filosofía y Letras de Valencia y en 1961 el Seminario de Teatro, actuando como codirector de ambas entidades. En 1963, Sanchis Sinisterra puso en marcha la Asociación Independiente de Teatros Experimentales. En 1967, obtuvo una cátedra en un instituto de enseñanzas medias en Teruel y abandonó la Universidad de Valencia.
En 1971, fue trasladado al instituto Pau Vila de Sabadell y ese mismo año fue nombrado profesor titular del Instituto del Teatro de Barcelona. En 1976, participó en el primer Festival Grec de Barcelona como director de una de las compañías de la Asamblea de Actores y Directores de Barcelona.

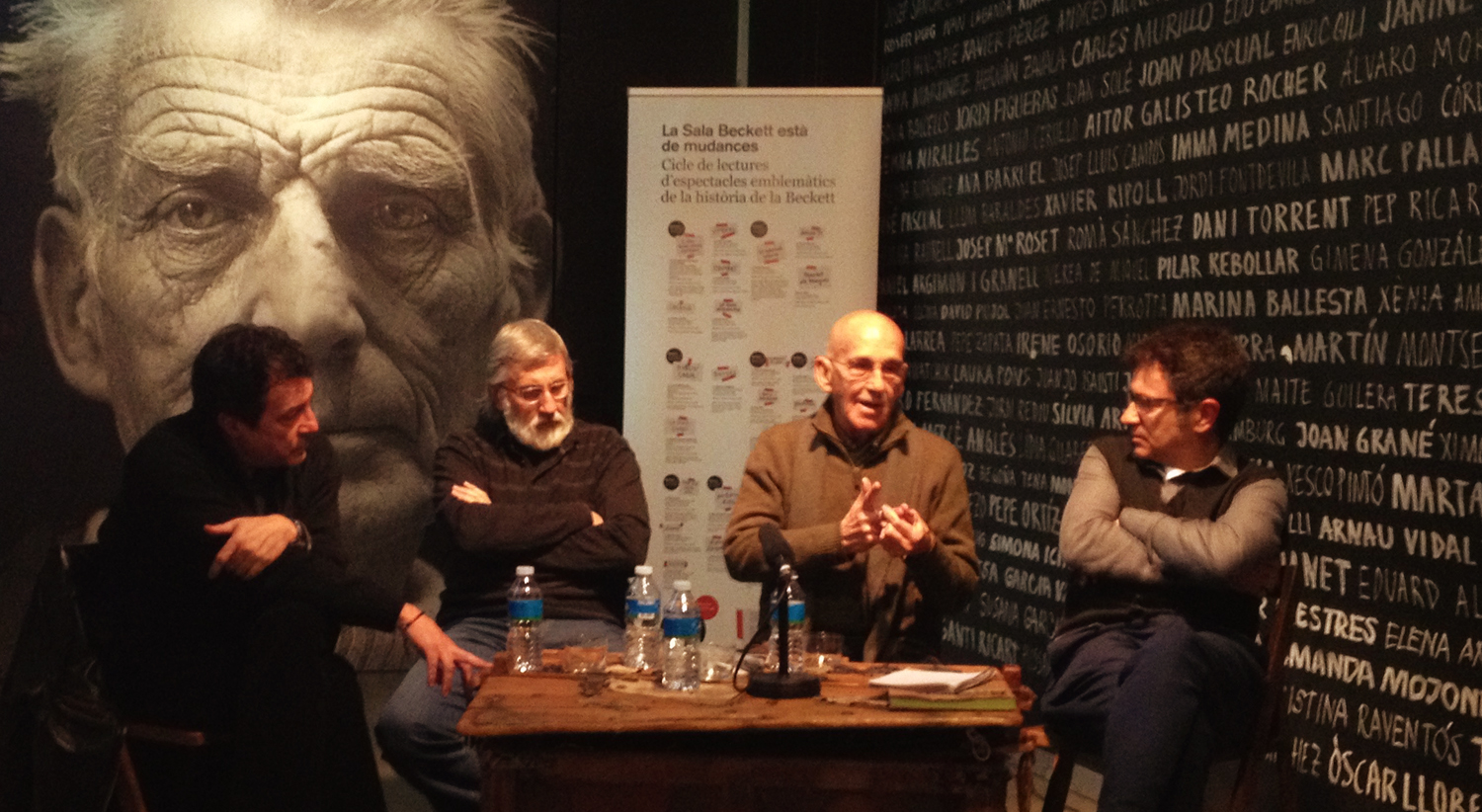
Los fundadores de Teatro Fronterizo se despiden de la antigua sede de la Sala Beckett, febrero de 2016.

En 1977, fundó y dirigió, junto a Magüi Mira, Víctor Martínez y Fernando Sarrais, Teatro Fronterizo, un colectivo de autores, directores y actores reunidos en torno a la experimentación teatral. Sanchis Sinisterra inició con Teatro Fronterizo un importante trabajo de investigación teatral.
Entre 1981 y 1984, dirigió la Asociación Cultural Escena Alternativa, que él mismo había contribuido a crear. A partir de 1984, fue profesor de Teoría e Historia de la Representación Teatral en la Universidad Autónoma de Barcelona. En 1989, puso en marcha la Sala Beckett en Barcelona, un espacio para la investigación y experimentación escénicas donde Sanchis impartía cursos para actores y autores.
Sanchis Sinisterra fue el director escénico del Festival Iberoamericano de Cádiz de 1993. En 1997, abandonó la Sala Beckett y se trasladó a Madrid donde fundó Nuevo Teatro Fronterizo en una antigua fábrica de corsés de Lavapiés, La Corsetería.
Tiene dos hijas con la actriz de teatro Magüi Mira, la también actriz Clara Sanchis y la diseñadora de vestuario Helena Sanchis.

## Obra
La obra de Sanchis Sinisterra siempre presenta una dinámica entre la tradición y las líneas dramáticas contemporáneas. La experimentación y la investigación son constantes. Esta investigación comprende, entre otros aspectos:
- las fronteras de la teatralidad (lo intertextual, la implicación del espectador en la ficcionalidad, la metateatralidad, el cuestionamiento de la fábula y del personaje tradicional, lo no dicho, lo enigmático, etc.);
- el despojamiento de los elementos constitutivos de la teatralidad tradicional;
- la modificación de los mecanismos perceptivos del espectador.

A partir de los años 1980, Sanchis Sinisterra cruza con frecuencia las fronteras entre los géneros narrativo y teatral creando dramaturgias a partir de obras de autores del siglo XX, como James Joyce, Julio Cortázar y Franz Kafka; pero también a partir de autores del Siglo de Oro español.

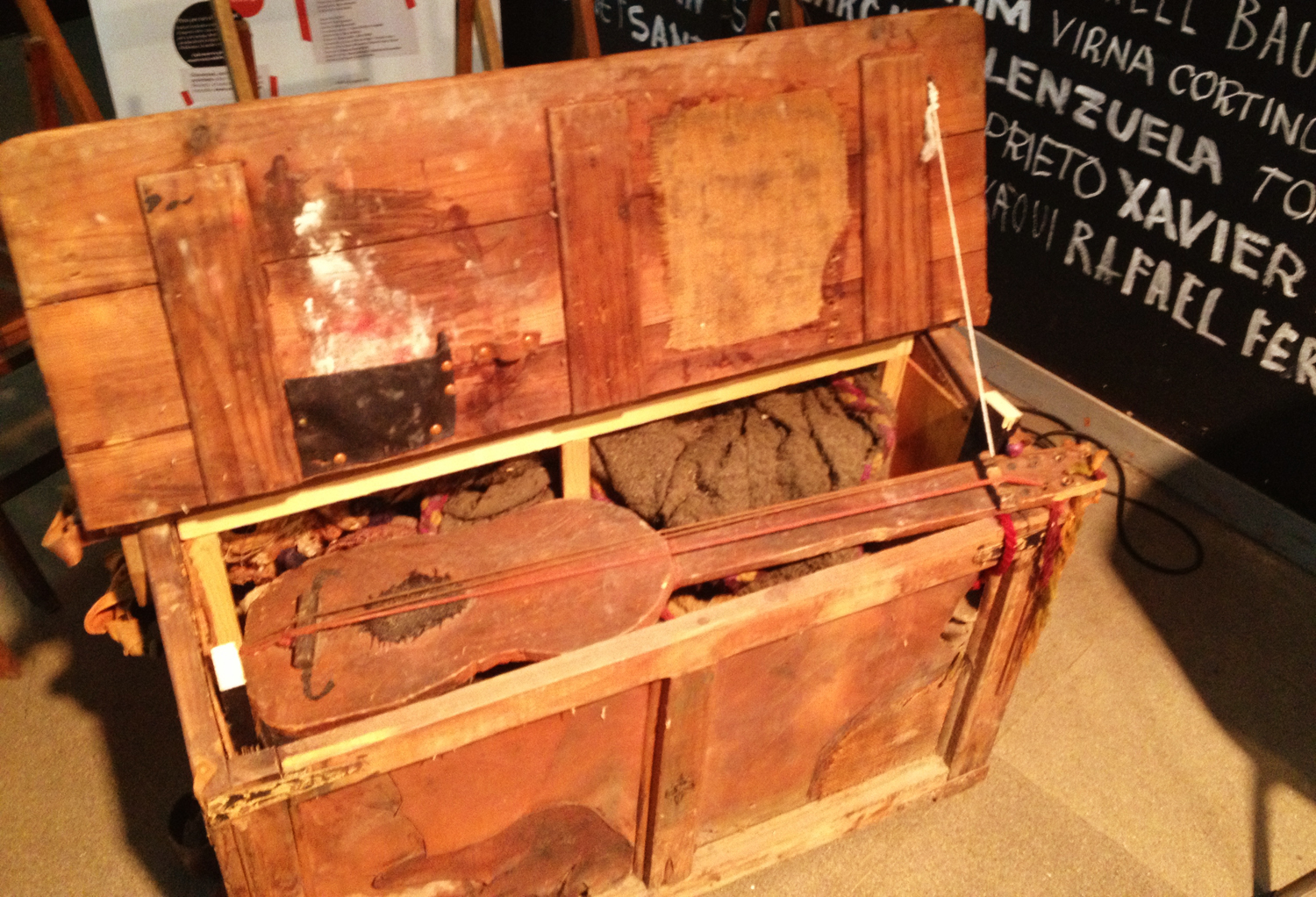
Baúl original de la obra de teatro Ñaque.

Sanchis Sinisterra defiende la necesidad de acercar el teatro a otras artes o a la ciencia y participa de la defensa de lo que este autor denomina una «teatralidad menor»: un tipo de teatro muy distinto al espectacular y comercial.
Algunas de las obras más relevantes de Sanchis Sinisterra son ¡Ay, Carmela! y Ñaque o de piojos y actores. A continuación se relacionan las obras escritas por Sanchis Sinisterra. Si no se indica lo contrario, la fecha es la de su estreno.

### Teatro
- Tú, no importa quién (escrita en 1962).
- La Edad Media va a empezar (1977).
- La leyenda de Gilgamesh (1978).
- Historias de tiempos revueltos (1979).
- La noche de Molly Bloom (1979). Dramaturgia del último capítulo del Ulises de James Joyce.
- Terror y miseria en el primer franquismo (1979), una colección de piezas breves.
- Ñaque o de piojos y actores (1980).
- El gran teatro natural de Oklahoma (1982).
- Informe sobre ciegos (1982).
- Moby Dick (1983).
- Bajo el signo de cáncer (1983).
- El retablo de Eldorado (1985).
- Crímenes y locuras del traidor Lope de Aguirre (1986).
- ¡Ay, Carmela! Teatro, en Madrid (1987) y en Buenos Aires (1989). Adaptada al cine dirigida por Carlos Saura bajo el mismo título (¡Ay, Carmela!).
- Los figurantes (1988).
- Pervertimento y otros gestos para nada (1988). Conjunto de 15 textos que experimentan con los diferentes elementos de la teatralidad.
- Bartleby el escribiente (1989). Basado en el relato del mismo nombre de Herman Melville.
- Los figurantes (1989).
- Perdida en los Apalaches (1990).
- Lope de Aguirre, traidor . Nueve monólogos publicados en 1992.
- Mísero Próspero (1992). Pieza radiofónica.
- Naufragios de Álvar Núñez (publicada en 1992).
- Bienvenidas (1993).
- Dos tristes tigres (1993).
- Las figurantes, Madrid, Ediciones y Publicaciones Autor, 1993.
- El cerco de Leningrado (1994).
- Claroscuros (1994).
- Breverías, Madrid, Editorial J. García Verdugo, 1995.
- El canto de la rana (escrita entre 1983-1987 y publicada en 1995).
- Marsal, Marsal (1995).
- Valeria y los pájaros; Bienvenidas, Asociación de Directores de Escena, 1995.
- Carta de La Maga al bebé Rocamadour (publicada en 1996). Dramaturgia sobre algunos capítulos de la novela Rayuela de Julio Cortázar.
- Eleutheria, Barcelona, Tusquets, 1996.
- Ñaque o de piojos y actores (segunda versión, 1999). (Escrita en 1996 para el festival de Monterrey.)
- Con Albert Boadella y Alberto Onetti, Sesiones de trabajo con los dramaturgos de hoy, Ciudad Real, Ñaque, 2000.
- El lector por horas Madrid, Caos, 2001.
- Flechas del ángel del olvido, Ciudad Real, Ñaque, 2004.
- Misiles melódicos (Tragicomedia musical, música de Gabriel Sopeña, Gobierno de Aragón, 2006.
- Teatro menor (50 piezas breves). Pervertimiento. Mísero próspero. Vacío. Ciudad Real, Ñaque, 2008.
- La máquina de abrazar, Madrid, Huerga y Fierro, 2009.
- Próspero sueña Julieta (o viceversa). Sangre lunar, Madrid, Fundamentos, 2010.
- Vagas noticias de Klam, Tarragona, Arola, 2009.

Algunas de estas obras han sido editadas por la Editorial Cátedra, en su colección Letras Hispánicas, junto con textos de estudio que son una buena referencia para conocer a José Sanchis Sinisterra.

### Obra teórica, pedagógica y divulgativa

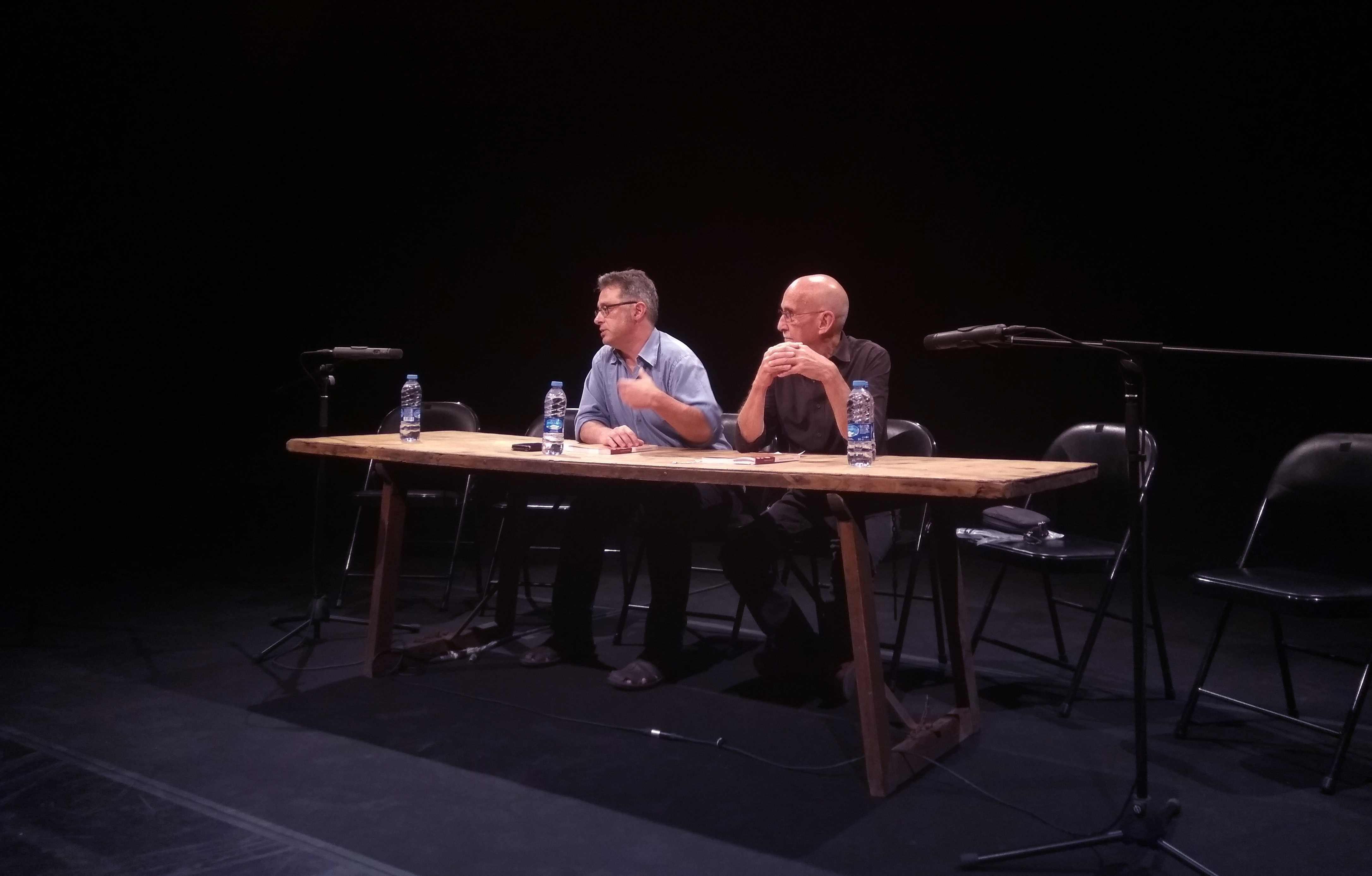
Presentación del libro Prohibido escribir obras maestras' de José Sanchis Sinisterra en la Sala Beckett, presentado por Carles Batlle, 31 de mayo de 2017.

- Dramaturgia de textos narrativos, Ciudad Real, Ñaque, 2002.
- La escena sin límites: Fragmentos de un discurso teatral, Ciudad Real, Ñaque, 2002. 2.ª ed. 2012.
- Prohibido escribir obras maestras, Ciudad Real, Ñaque, 2017.

## Premios y reconocimientos

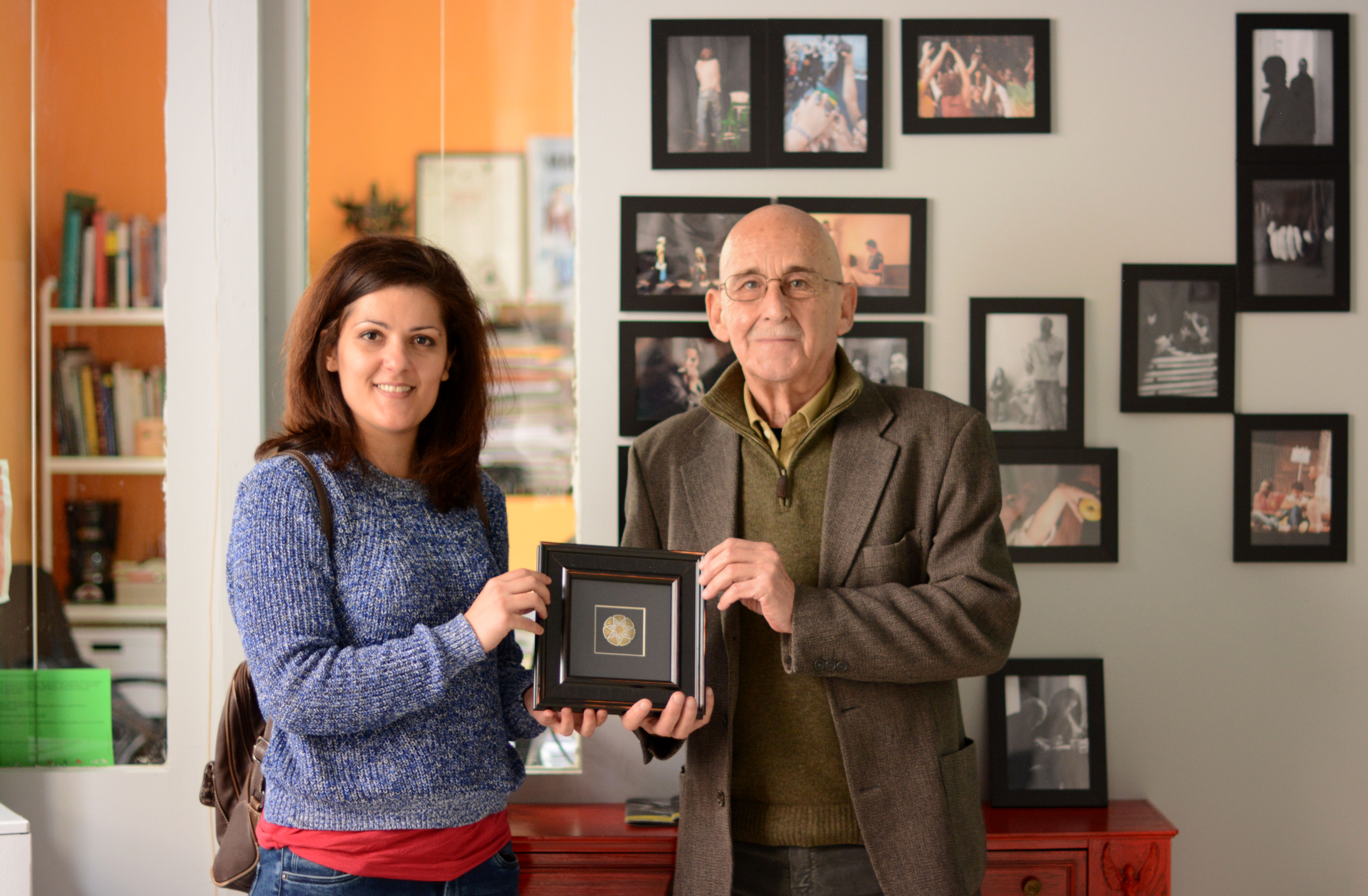
Premio de la Federación Española de Teatro Universitario, en reconocimiento a toda una carrera dedicada a la investigación y la pedagogía teatral. Mayo de 2016.

- Premio de la Federación Española de Teatro Universitario, en reconocimiento a toda una carrera dedicada a la investigación y la pedagogía teatral. Mayo de 2016.1968: Premio Carlos Arniches de Textos Teatrales del Ayuntamiento de Alicante por su obra Tú, no importa quién.
- 1975: Recibe el Premio Camp de l'Arpa de poesía.
- 1990: Recibe el Premio Nacional de Teatro del Ministerio de Cultura, compartido con José Estruch.
- 1991: Premio Federico García Lorca de Teatro.
- 1998: Premio de Honor del Instituto del Teatro de la Diputación de Barcelona.
- 1999: Premio Max al Mejor Autor Teatral en Castellano por ¡Ay, Carmela![3]
- 2000: Premio Max al Mejor Autor Teatral en Castellano por El lector por horas.
- 2004: Premio Max de Nuevas Tendencias Escénicas por su montaje de Terror y miseria en el primer franquismo con Teatro del Común.
- 2004: Su obra Terror y miseria en el primer franquismo gana el Premio Nacional de Literatura Dramática del Ministerio de Cultura.[4]
- 2005 y 2009: Finalista Max al Mejor Autor Teatral en Castellano por El cerco de Leningrado.
- 2012: Premio Max a la Crítica, por la labor de Nuevo Teatro Fronterizo.[5]
- 2014: Premio Adolfo Marsillach a una labor teatral significativa.[6]
- 2016: Premio de la Red de Teatros de Lavapiés.[7]
- 2016: Premio a toda una carrera, por la Federación Española de Teatro Universitario.[8]
- 2018: Premio Max de Honor a toda una carrera.
- 2023: Medalla de Oro al Mérito a las Bellas artes correspondiente al año 2023.